# Список орнітологічних нагород
Список орнітологічних нагород (премії, медалі, гранти): (складено у лютому 2011 року)
- Медаль Бернарда Такера[en] (BTO, Британський Траст з орнітології)
- Премія Бергстрома [en] (AFO, Асоціація польових орнітологів)
- Медаль Брюстера (AOU, Американський орнітологічний союз)
- Грант Френка Чепмена (AMNH, Американський музей природної історії)[1]
- Медаль Годмена-Сальвіна [en]
- Премія Еліота Коуеса (AOU, Американський Орнітологічний Союз)
- Медаль Д.Л. Сервенті (RAOU, Королівський Австралійський Орнітологічний Союз)
- Медаль Джона Гоббса [en](RAOU, Королівський Австралійський Орнітологічний Союз)
- Премія Лої та Алдена Міллерів [en] (COS, Куперівське орнітологічне Товариство)
- Премія Ладлоу Гріскома [en] (ABA, Американська Орнітологічна Асоціація)
- Медаль Маргарет Морсе Найс [en] (WOS, Вілсонівське Орнітологічне Товариство)
- Премія Скатч [en] (AFO, Асоціація польових орнітологів)[2]
- Медаль В. Роя Вілера [en] (BOCA)